# 33. Golden Globe-gála
Az 33. Golden Globe-gálára 1976. január 24-én került sor, az 1975-ben mozikba, vagy képernyőkre került amerikai filmeket, illetve televíziós sorozatokat díjazó rendezvényt a kaliforniai Beverly Hillsben, a Beverly Hilton Hotelben tartották meg.
A 33. Golden Globe-gálán a Cecil B. DeMille-életműdíj nem került átadásra.

## Filmes díjak
A nyertesek félkövérrel jelölve.
| Legjobb filmes díjak | Legjobb filmes díjak |
| Legjobb filmdráma | Legjobb vígjáték vagy zenés film |
| --- | --- |
| - Száll a kakukk fészkére - Barry Lyndon - Kánikulai délután - Nashville - A cápa | - Napsugár fiúk - Funny Lady - A rózsaszín párduc visszatér - Sampon - Tommy |
| Legjobb filmes alakítások (filmdráma) | |
| Színész | Színésznő |
| - Jack Nicholson – Száll a kakukk fészkére - Gene Hackman – Francia kapcsolat II. - Al Pacino – Kánikulai délután - Maximilian Schell – Ember az üvegkalitkában - James Whitmore – Give 'em Hell, Harry! | - Louise Fletcher – Száll a kakukk fészkére - Karen Black – A sáska napja - Faye Dunaway – A Keselyű három napja - Marilyn Hassett – The Other Side of the Mountain - Glenda Jackson – Hedda    |
| Legjobb filmes alakítások (vígjáték vagy zenés film) | |
| Színész | Színésznő |
| - George Burns – Napsugár fiúk - Walter Matthau – Napsugár fiúk - Warren Beatty – Sampon - James Caan – Funny Lady - Peter Sellers – A rózsaszín párduc visszatér                                        | - Ann-Margret – Tommy - Julie Christie – Sampon - Goldie Hawn – Sampon - Liza Minnelli – Lucky Lady - Barbra Streisand – Funny Lady                                                             |
| Legjobb mellékszereplők (filmdráma, vígjáték vagy zenés film) | |
| Színész | Színésznő |
| - Richard Benjamin – Napsugár fiúk - John Cazale – Kánikulai délután - Charles Durning – Kánikulai délután - Henry Gibson – Nashville - Burgess Meredith – A sáska napja                                 | - Brenda Vaccaro – Once Is Not Enough - Ronee Blakley – Nashville - Geraldine Chaplin – Nashville - Lee Grant – Sampon - Barbara Harris – Nashville - Lily Tomlin – Nashville                   |
| Egyéb | |
| Legjobb rendező | Legjobb forgatókönyv |
| - Miloš Forman – Száll a kakukk fészkére - Robert Altman – Nashville - Sidney Lumet – Kánikulai délután - Stanley Kubrick – Barry Lyndon - Steven Spielberg – A cápa                                     | - Bo Goldman, Lawrence Hauben – Száll a kakukk fészkére - Frank Pierson – Kánikulai délután - Joan Tewkesbury – Nashville - Peter Benchley, Carl Gottlieb – A cápa - Neil Simon – Napsugár fiúk |
| Legjobb eredeti filmzene | Legjobb eredeti filmbetétdal |
| - John Williams – A cápa - Fred Ebb, John Kander – Funny Lady - Maurice Jarre – Aki király akart lenni - Charles Fox – The Other Side of the Mountain - Henry Mancini – A rózsaszín párduc visszatér     | - „I'm Easy” – Nashville - „How Lucky Can You Get” – Funny Lady - „My Little Friend” – Paper Tiger - „Now That We're in Love” – Whiffs - „Richard's Window” – The Other Side of the Mountain    |
| Legjobb idegen nyelvű film | Legjobb dokumentumfilm |
| - Ahogy én láttam – Kanada - Egy egész élet – Franciaország - Hedda – Egyesült Királyság - A varázsfuvola – Svédország - Section Spéciale – Franciaország                                                | - Youthquake! - Brother, Can You Spare a Dime? - The Gentleman Tramp - Mustang: The House That Joe Built - The Other Half of the Sky: A China Memoir                                            |

## Televíziós díjak
A nyertesek félkövérrel jelölve.
| Legjobb televíziós sorozatok | Legjobb televíziós sorozatok |
| Filmdráma | Vígjáték vagy zenés film |
| --- | --- |
| - Kojak - Baretta - Columbo - Petrocelli - Police Story | - Barney Miller - All in the Family - The Carol Burnett Show - Chico and the Man - The Mary Tyler Moore Show                                                           |
| Legjobb alakítás televíziós sorozatban (filmdráma) | |
| Színész | Színésznő |
| - Robert Blake – Baretta - Telly Savalas – Kojak - Peter Falk – Columbo - Karl Malden – San Francisco utcáin - Barry Newman – Petrocelli                                                                            | - Lee Remick – Jennie - Angie Dickinson – Police Woman - Rosemary Harris – Notorious Woman - Michael Learned – The Waltons - Lee Meriwether – Barnaby Jones            |
| Legjobb alakítás televíziós sorozatban (vígjáték vagy zenés film) | |
| Színész | Színésznő |
| - Alan Alda – MASH - Johnny Carson – The Tonight Show Starring Johnny Carson - Redd Foxx – Sanford and Son - Hal Linden – Barney Miller - Bob Newhart – The Bob Newhart Show - Carroll O'Connor – All in the Family | - Cloris Leachman – Phyllis - Beatrice Arthur – Maude - Carol Burnett – The Carol Burnett Show - Valerie Harper – Rhoda - Mary Tyler Moore – The Mary Tyler Moore Show |
| Legjobb mellékszereplő televíziós sorozatban, minisorozatban vagy tévéfilmben | |
| Mellékszereplő színész | Mellékszereplő színésznő |
| - Edward Asner – The Mary Tyler Moore Show - Tim Conway – The Carol Burnett Show - Ted Knight – The Mary Tyler Moore Show - Rob Reiner – All in the Family - Jimmie Walker – Good Times                             | - Hermione Baddeley – Maude - Susan Howard – Petrocelli - Julie Kavner – Rhoda - Nancy Walker – McMillan & Wife - Nancy Walker – Rhoda                                 |

## Különdíjak

### Cecil B. DeMille-életműdíj
A Cecil B. DeMille-életműdíj a gálán nem került átadásra.

### Miss/Mr.Golden Globe
- Lisa Farringer[3]

## Fordítás
Ez a szócikk részben vagy egészben  a(z)   33rd Golden Globe Awards című angol Wikipédia-szócikk fordításán alapul.  Az eredeti cikk szerkesztőit annak laptörténete sorolja fel. Ez a jelzés csupán a megfogalmazás eredetét és a szerzői jogokat jelzi, nem szolgál a cikkben szereplő információk forrásmegjelöléseként.